# Hemibuthus
Genre
Hemibuthus est un genre de scorpions de la famille des Buthidae.

## Distribution
Les espèces de ce genre se rencontrent en Inde au Gujarat et au Pakistan au Sind.

## Liste des espèces
Selon The Scorpion Files (24/10/2020) :
- Hemibuthus crassimanus (Pocock, 1897)
- Hemibuthus umarii Amir, Kamaluddin & Khan, 2004

## Publication originale
- Pocock, 1900 : « Arachnida. » The fauna of British India, including Ceylon and Burma, London, Taylor and Francis, p. 1-279 (texte intégral).